# August Wallin
Frants August Wallin, född 27 juni 1841 i Rimbo socken, Stockholms län, död 25 november 1919 i Köpenhamn, var en svensk-dansk teaterdekoratör.
Han var son till skräddaren Jan Erik Wallin och Anna Greta Nordström och gift första gången 1874 med Theresia Andine Elisabeth Frederikke Gæpert och andra gången från 1881 med Catharina Anscharikka Gæpert. Wallin utbildade sig först till trädgårdsskötare men ändrade inriktning och blev lärling hos målarmästaren E Florelli i Uppsala. Han fortsatte sin utbildning vid Konstakademien och som elev till teaterdekoratören Fritz Ahlgrensson i Stockholm. Han gjorde studieresor till Wien, Paris, och Tyskland för att studera teaterdekorationer. Tillsammans med Ahlgrensson vistades han i Köpenhamn 1867 där de målade dekorationerna till Trymskvida. Efter att han återvänt till Sverige och mer självständigt började arbeta med teaterdekorationer kallades han 1870 in av August Bournonville till Köpenhamn för att utföra dekorationerna till Lohengrin samtidigt anställdes han som medhjälpare till Valdemar Gyllich vid Det Kongelige Teater, Han var dekorationsmålare vid Casino teatret 1876–1884 och därefter vid Dagmarteatern. Dessutom utförde han dekorationer till Pantomimteatret och Teatersalen på Tivoli samt ett flertal danska provinsteatrar. Han blev dansk medborgare 1916. Wallin är representerad vid bland annat Teatermuseet i Köpenhamn och Bymuseet i Köpenhamn.  